# Selkirk
För andra betydelser, se Selkirk (olika betydelser).
Selkirk är en stad i Scottish Borders i Skottland i Storbritannien. Den är belägen vid River Ettrick, en biflod till floden Tweed. Befolkningen uppgick till 5 610 invånare år 2006.